# Danaiden

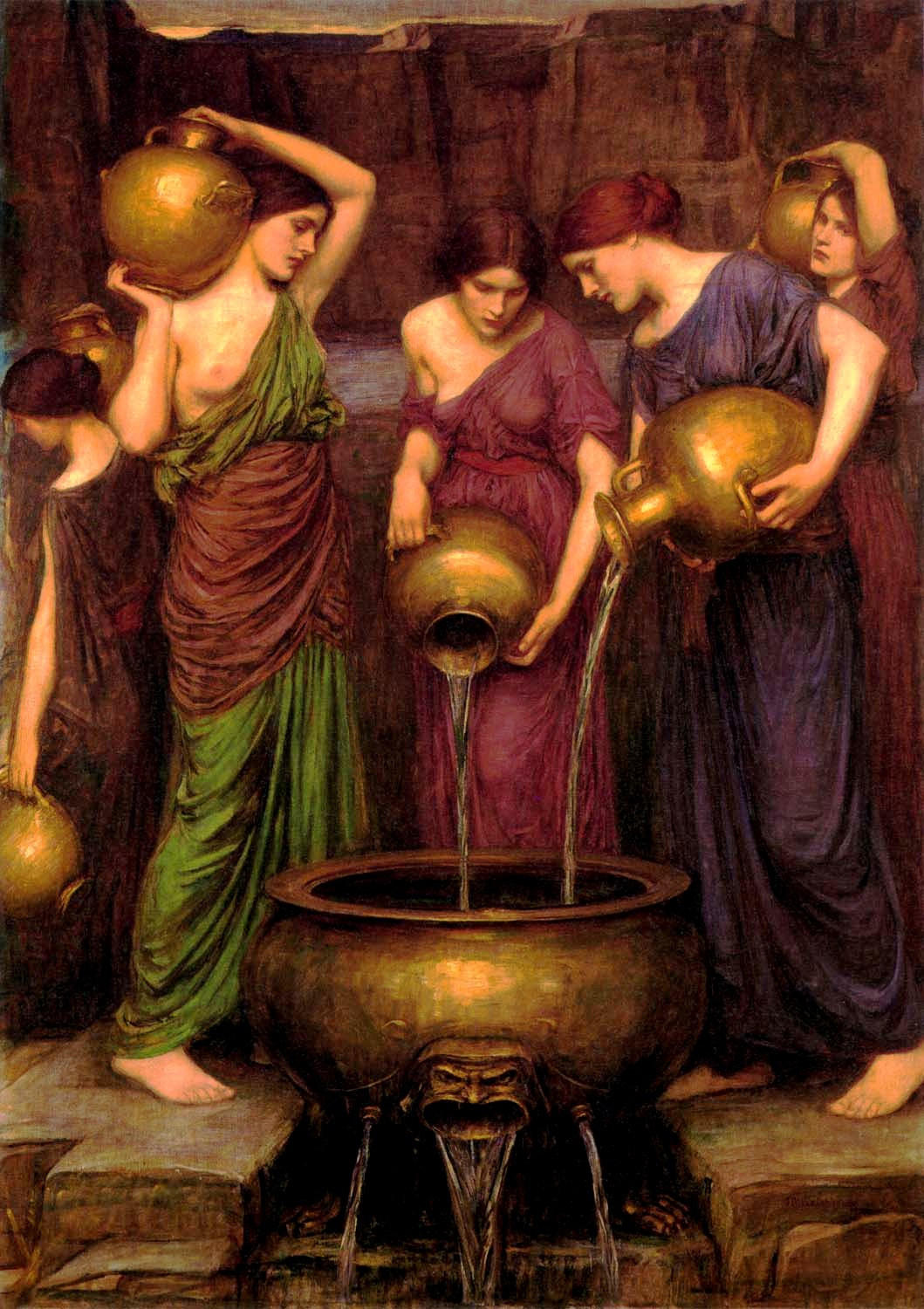
Die Danaiden, John William Waterhouse, 1903

Die Danaiden (altgriechisch Δαναΐδες Danaḯdes) (gesprochen Dana-iden) sind in der griechischen Mythologie die fünfzig Töchter des Danaos, König von Libya und Ahnherr der Griechen. Auf seinen Befehl hin töteten alle – bis auf eine Danaide – in der Brautnacht ihre jungen Ehemänner, sämtlichst Söhne des Aigyptos, die sogenannten Aigyptiaden. Zur Strafe muss jede von ihnen im Tartaros Wasser in ein durchlöchertes Fass schöpfen, weshalb heute eine qualvolle, sinnlose Mühe eine Danaidenarbeit genannt wird.

## Mythos

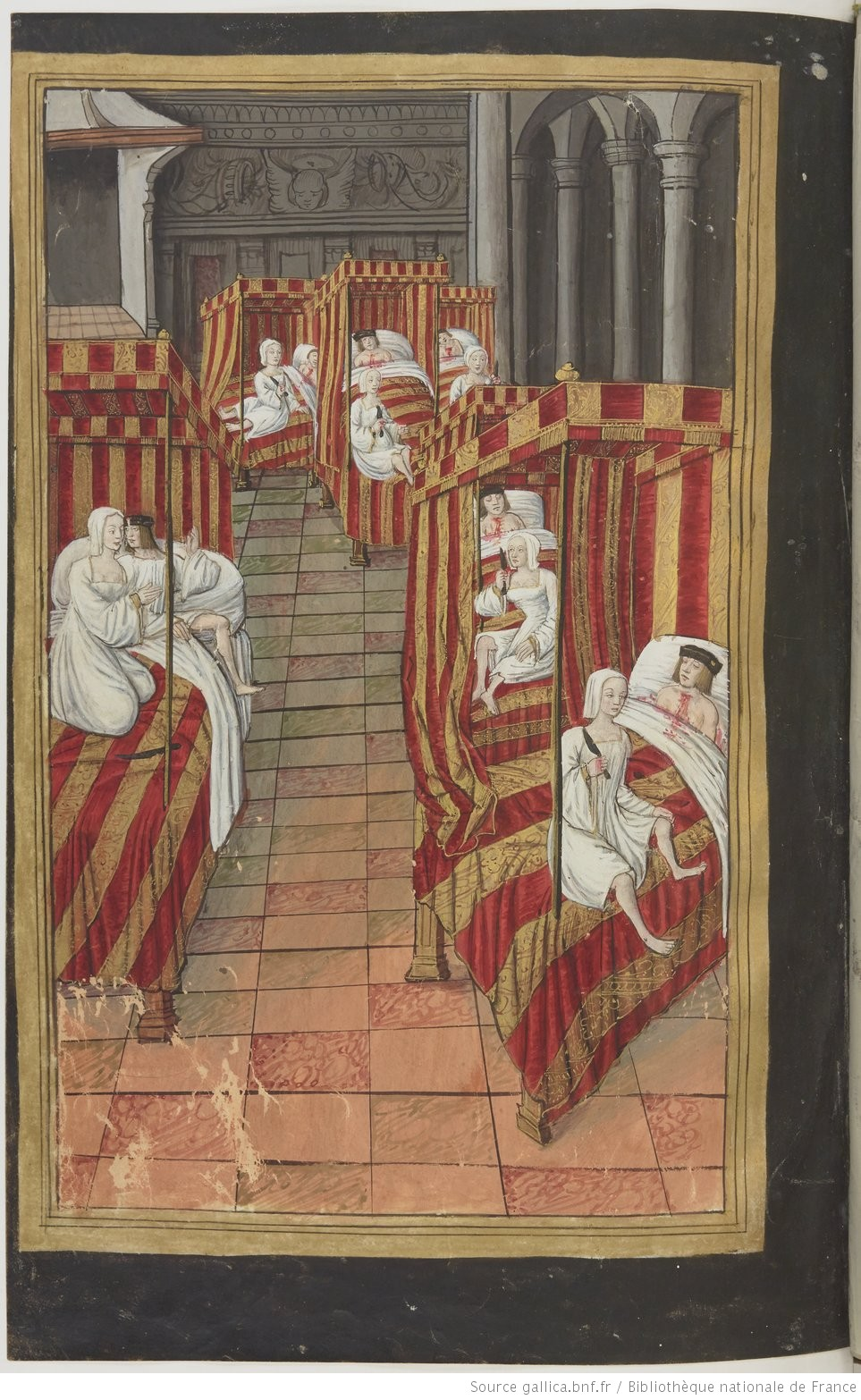
Die Danaiden ermorden ihre Männer. Illustration zu den Heroides des Ovid, 1496–1498

Danaos und Aigyptos waren Zwillingsbrüder, die sich um das Erbe ihres Vaters Belos stritten. Um den Besitzstreit beizulegen, schlug Aigyptos eine Vermählung seiner fünfzig Söhne mit den fünfzig Töchtern des Danaos vor. Danaos fürchtete aber zu Recht eine List und wurde durch das Orakel in seiner Ahnung bestätigt, das ihm den Tod durch seine Schwiegersöhne prophezeite. Er baute mit Athenes Hilfe ein Schiff mit doppeltem Bug für fünfzig Ruderer, die erste Pentekontere, mit dem er aus Libyen nach Argos in Griechenland floh. Während eines Aufenthaltes auf Rhodos starben in der bei Diodor überlieferten Fassung des Mythos drei seiner Töchter; die Städte Lindos, Ialysos und Kameiros sollen von Tlepolemos nach ihnen benannt worden sein. In Griechenland angekommen, wurden Danaos und seine 50 Töchter von König Pelasgos freundschaftlich aufgenommen. Danaos erhob Anspruch auf den Thron von Argos, denn aufgrund seiner Abstammung von Io war er wie Pelasgos ein Nachkomme des Flussgottes Inachos.
Als eine große Dürre im Land ausbrach, schickte Danaos seine Töchter aus, damit sie Poseidon, der die Flüsse hatte versiegen lassen, umstimmten. Amymone, eine der Töchter, wurde auf diesem Gang von einem Satyr überfallen und rief Poseidon zu Hilfe, der die Danaide vor dem Angreifer rettete und sie anschließend zu seiner Geliebten machte. Beim Kampf mit dem Satyr hatte er seinen Dreizack in einen Felsen geschleudert. Dort, wo die Waffe stecken geblieben war, entspringen nach der Sage seitdem die drei Quellen des Flusses Lerna.
Aigyptos schickte seine Söhne, die Aigyptiaden, nach Argos, um Danaos dazu zu bringen, dass er der Hochzeit doch noch zustimme – nach wie vor mit dem heimlichen Plan, die Danaiden und Danaos umzubringen. Als Danaos sich weigerte, ließ Aigyptos die Stadt belagern. Danaos musste sich schließlich, trotz der Vermittlung des Königs Pelasgos von Argos, seinem Bruder ergeben, da es in der Stadt kein Wasser mehr gab. Doch wies er seine Töchter an, in der Hochzeitsnacht die Söhne des Aigyptos zu töten, und versah sie dafür mit Haarnadeln oder Dolchen. Alle Frauen bis auf eine töteten ihren Gatten und überbrachten dem Vater die Köpfe der Gemordeten. Einzig Hypermestra, die Älteste, verschonte ihren Bräutigam, den Lynkeus, weil er ihre Jungfräulichkeit geachtet hatte, und verhalf ihm zur Flucht. Sie wurde deswegen des Ungehorsams angeklagt, jedoch dank des Beistands von Aphrodite freigesprochen.
Nach der Mordnacht veranstaltete Danaos einen Wettlauf unter Freiern, die sich in der Reihenfolge ihrer Ankunft im Ziel eine seiner Töchter zur Frau nehmen durften und eine große Mitgift erhielten.
Obwohl Athene und Hermes die Danaiden mit dem Einverständnis von Zeus im Wasser des Lerna von ihrer Bluttat gereinigt hatten, verurteilten die Totenrichter sie dazu, für immer das Wasser aus ihren Krügen in das durchlöcherte Fass – nach anderer Überlieferung ist es ein Fass ohne Boden – zu schütten, das nie voll werden würde.

## Die Listen der Danaiden
Es sind zwei unterschiedliche Listen mit den Namen der Danaiden überliefert. Die eine findet sich in der sogenannten Bibliotheke des Apollodor, die andere ist in den Fabulae des Hyginus Mythographus enthalten. Die Liste des Hyginus ist offenbar korrupt und enthält auch nur 47 Paare. Auffällig ist, dass es zwischen beiden Listen kaum Entsprechungen gibt.
|    | Danaide     | Mutter (Danaide)      | Gatte         | Mutter (Gatte)      |
| -- | ----------- | --------------------- | ------------- | ------------------- |
| 1  | Hypermestra | Elephantis            | Lynkeus       | Argyphie            |
| 2  | Gorgophone  | Elephantis            | Proteus       | Argyphie            |
| 3  | Automate    | Europe                | Busiris       | Argyphie            |
| 4  | Amymone     | Europe                | Enkelados     | Argyphie            |
| 5  | Agaue       | Europe                | Lykos         | Argyphie            |
| 6  | Skaia       | Europe                | Daiphron      | Argyphie            |
| 7  | Hippodameia | Atlanteie oder Phoibe | Istros        | arabische Mutter    |
| 8  | Rhodia      | Atlanteie oder Phoibe | Chalkodon     | arabische Mutter    |
| 9  | Kleopatra   | Atlanteie oder Phoibe | Agenor        | arabische Mutter    |
| 10 | Asteria     | Atlanteie oder Phoibe | Chaitos       | arabische Mutter    |
| 11 | Hippodameia | Atlanteie oder Phoibe | Diokorystes   | arabische Mutter    |
| 12 | Glauke      | Atlanteie oder Phoibe | Alkis         | arabische Mutter    |
| 13 | Hippomedusa | Atlanteie oder Phoibe | Alkmenor      | arabische Mutter    |
| 14 | Gorge       | Atlanteie oder Phoibe | Hippothoos    | arabische Mutter    |
| 15 | Iphimedusa  | Atlanteie oder Phoibe | Euchenor      | arabische Mutter    |
| 16 | Rhode       | Atlanteie oder Phoibe | Hippolytos    | arabische Mutter    |
| 17 | Peirene     | aithiopische Mutter   | Agaptolemos   | phoinikische Mutter |
| 18 | Dorion      | aithiopische Mutter   | Kerketes      | phoinikische Mutter |
| 19 | Phartis     | aithiopische Mutter   | Eurydamas     | phoinikische Mutter |
| 20 | Mnestra     | aithiopische Mutter   | Aigios        | phoinikische Mutter |
| 21 | Euippe      | aithiopische Mutter   | Argios        | phoinikische Mutter |
| 22 | Anaxibia    | aithiopische Mutter   | Archelaos     | phoinikische Mutter |
| 23 | Nelo        | aithiopische Mutter   | Menemachos    | phoinikische Mutter |
| 24 | Kleite      | Memphis               | Kleitos       | tyrische Mutter     |
| 25 | Sthenele    | Memphis               | Sthenelos     | tyrische Mutter     |
| 26 | Chrysippe   | Memphis               | Chrysippos    | tyrische Mutter     |
| 27 | Autonoe     | Najade Polyxo         | Eurylochos    | Najade Kaliadne     |
| 28 | Theano      | Najade Polyxo         | Phantes       | Najade Kaliadne     |
| 29 | Elektra     | Najade Polyxo         | Peristhenes   | Najade Kaliadne     |
| 30 | Kleopatra   | Najade Polyxo         | Hermos        | Najade Kaliadne     |
| 31 | Eurydike    | Najade Polyxo         | Dryas         | Najade Kaliadne     |
| 32 | Glaukippe   | Najade Polyxo         | Potamon       | Najade Kaliadne     |
| 33 | Antheleia   | Najade Polyxo         | Kisseus       | Najade Kaliadne     |
| 34 | Kleodore    | Najade Polyxo         | Lixos         | Najade Kaliadne     |
| 35 | Euippe      | Najade Polyxo         | Imbros        | Najade Kaliadne     |
| 36 | Erato       | Najade Polyxo         | Bromios       | Najade Kaliadne     |
| 37 | Stygne      | Najade Polyxo         | Polyktor      | Najade Kaliadne     |
| 38 | Bryke       | Najade Polyxo         | Chthonios     | Najade Kaliadne     |
| 39 | Aktaia      | Pieria                | Periphas      | Gorgo               |
| 40 | Podarke     | Pieria                | Oineus        | Gorgo               |
| 41 | Dioxippe    | Pieria                | Aigyptos      | Gorgo               |
| 42 | Adyte       | Pieria                | Menalkes      | Gorgo               |
| 43 | Okypete     | Pieria                | Lampos        | Gorgo               |
| 44 | Pylarge     | Pieria                | Idmon         | Gorgo               |
| 45 | Hippodike   | Herse                 | Idas          | Hephaistine         |
| 46 | Adiante     | Herse                 | Daiphron      | Hephaistine         |
| 47 | Kallidike   | Krino                 | Pandion       | Hephaistine         |
| 48 | Oime        | Krino                 | Arbelos       | Hephaistine         |
| 49 | Kelaino     | Krino                 | Hyperbios     | Hephaistine         |
| 50 | Hyperippe   | Krino                 | Hippokorystes | Hephaistine         |

|    | Danaide      | Gatte       |
| -- | ------------ | ----------- |
| 1  | Midea        | Antimachus  |
| 2  | Philomela    | Panthius    |
| 3  | Scylla       | Proteus     |
| 4  | Amphicomone  | Plexippus   |
| 5  | Evippe       | Agenor      |
| 6  | Demoditas    | Chrysippus  |
| 7  | Hyale        | Perius      |
| 8  | Trite        | Enceladus   |
| 9  | Damone       | Amyntor     |
| 10 | Hippothoe    | Obrimus     |
| 11 | Myrmidone    | Mineus      |
| 12 | Eurydice     | Canthus     |
| 13 | Cleo         | Asterius    |
| 14 | Arcadia      | Xanthus     |
| 15 | Cleopatra    | Metalces    |
| 16 | Phila        | Philinus    |
| 17 | Hipparete    | Protheon    |
| 18 | Chrysothemis | Asterides   |
| 19 | Pyrante      | Athamas     |
| 20 | ?            | Armoasbus   |
| 21 | Glaucippe    | Niauius     |
| 22 | Demophile    | Pamphilus   |
| 23 | Autodice     | Clytus      |
| 24 | Polyxena     | Aegyptus    |
| 25 | Hecabe       | Dryas       |
| 26 | Acamantis    | Ecnomius    |
| 27 | Arsalte      | Ephialtes   |
| 28 | Monuste      | Eurysthenes |
| 29 | Amymone      | Midamus     |
| 30 | Helice       | Evidea      |
| 31 | Oeme         | Polydector  |
| 32 | Polybe       | Iltonomus   |
| 33 | Helicta      | Cassus      |
| 34 | Electra      | Hyperantus  |
| 35 | Eubule       | Demarchus   |
| 36 | Daplidice    | Pugno       |
| 37 | Hero         | Andromachus |
| 38 | Europome     | Athletes    |
| 39 | Pyrantis     | Plexippus   |
| 40 | Critomedia   | Antipaphus  |
| 41 | Pirene       | Dolichus    |
| 42 | Eupheme      | Hyperbius   |
| 43 | Themistagora | Podasimus   |
| 44 | Celaeno      | Aristonoos  |
| 45 | Itea         | Antiochus   |
| 46 | Erato        | Eudaemon    |
| 47 | Hypermnestra | Lynceus     |

## Deutungen
Belos ist die gräzisierte Form des westsemitischen/kanaanitischen Wortes „Ba’al“ („Herr“) bzw. des ostsemitischen/babylonischen „Bel(um)“ (ebenfalls „Herr“), welches schlicht einen Herrn (vgl. „Bel bitim“, der Hausherr), einen bestimmten Gott oder aber einen Göttertyp bezeichnen konnte.

### Die Danaiden als Mondpriesterinnen
Laut Robert von Ranke-Graves sind die drei in Rhodos verstorbenen Töchter – die auch als Telchinen bezeichnet werden – drei Erscheinungsformen der Mondgöttin Danaë. Ihre Namen verweisen darauf, dass sie gleichzusetzen waren mit den Schicksalsgöttinnen, den Moiren: Linda, Kameira und Ialysa scheinen Abkürzungen von linodeousa („die mit dem Leinenfaden bindet“), katamerizousa („die austeilt“) und ialemistria („die klagende Frau“) zu sein. Auch ihre Fahrt über das Meer als Flucht vor den Söhnen des Aigyptos sowie die Tatsache, dass sie das fünfzig-rudrige Schiff vermutlich selber ruderten, verweist auf das „Mondgestirn“ bei seiner Flucht vor der Sonne.
Mondpriesterinnen traten in der Regel in einer Gemeinschaft von fünfzig Jungfrauen auf – was auch immer geschah, daran änderte sich nichts. Sie hatten die Pflicht, durch ihre Rituale dem Land Regen zu bringen und – konkreter – Brunnen und Quellen zu erhalten. Mit Sieben oder durchlöcherten Töpfen wurden die Kulturen mit Wasser besprüht. Die Aufgabe der Danaiden, in der Unterwelt Wasser in ein durchlöchertes Fass zu schöpfen, kann also auch so verstanden werden, dass sie über den Tod hinaus – auf ewig – ihre Funktion als Mondpriesterinnen erfüllen.

### Einführung des Ackerbaus
So war denn die Argolis von einer Dürre geplagt, ehe Danaos mit seinen Töchtern dort erschien. Karl Kerényi erwähnt aus einer Dichtung des Strabo Geographus: „Argos war wasserlos, die Töchter des Danaos machten Argos wasserreich“ und er erwähnt auch eine andere Version der Sage, nach der die Köpfe nicht begraben, sondern in das Wasser des Lerna geworfen wurden, das seither aus ebenso vielen Köpfen hervorsprudle.

## Darstellung in der Kunst

### Musik
Neben der Opera seria Ipermestra des Librettisten Pietro Metastasio, die von zahlreichen Komponisten vertont wurde, ist die 1784 komponierte französische Tragédie lyrique Les Danaïdes von Antonio Salieri überliefert, welche die Massenhochzeit und die ungeheuerlichen Morde wieder ins Zentrum des Geschehens rückt und so dem Stoff in seiner ganzen Tragik wiederum gerecht wird. Das Schlussbild der Oper zeigt als Epilog die gequälten Danaiden im Tartarus, ein großartiges Tableau vivant, das bei den Zeitgenossen auf uneingeschränkte Bewunderung stieß.

### Bildhauerei
Die 1885 entstandene Skulptur von Auguste Rodin stellt eine Interpretation des Schicksals der Danaiden dar. Ausgestellt wird sie im Musée Rodin in Paris.